# 埼玉県立大宮工業高等学校
埼玉県立大宮工業高等学校（さいたまけんりつおおみやこうぎょうこうとうがっこう）は、埼玉県さいたま市北区本郷町に所在する、男女共学の工業高等学校である。略称は「みやこう」で、埼玉県立大宮高等学校（「おおこう」）との区別が図られている。

## 概要
全日制は2年生から4科とも「専門コース」と「カレッジコース」に分かれる。専門コースでは専門的知識・技術を深め、カレッジコースでは理工系の大学進学に対応する。
近年の全日制の卒業生の進路は、就職が最も多く約6割、大学は約2割、専門学校は約1割となっている。
定時制は2000年から単位制を導入し、工業技術科での募集だが、興味・関心に応じて機械・建築の科目が選択で学習できるように、1・2年では全員共通科目を学び、3・4年で「機械コース」と「建築コース」の2つに分かれる。

## 設置学科

### 全日制
- - 機械科
  - 電子機械科
  - 電気科
  - 建築科

### 定時制（単位制）
- - 工業技術科
    - 機械コース
    - 建築コース

## 沿革
出典（特記以外）…
- 1925年（大正14年）
  - 5月1日：大宮町立工業学校と称し、大宮町大字大宮939番地所在の鉄道省東京鉄道局大宮工場技工見習教習所を借り受けて夜間授業を開始する。
  - 7月29日：文部省告示を以って、乙種工業学校として設立認可。
- 1928年（昭和3年）3月29日：同窓会組織として卒業生53名によって大宮工業会発足。
- 1935年（昭和10年） 
  - 2月13日：乙種工業学校から甲種工業学校に昇格する、昼間の第1本科と夜間の第2本科を設置。
  - 8月12日：東京鉄道局大宮工場技工見習教習所の仮校舎から大宮町大字大宮2857番地の新校舎へ移転（昭和10年8月9日落成）。
  - 10月6日：この日を開校記念日とする。
- 1937年（昭和12年）7月：校歌を制定。
- 1938年（昭和13年）8月31日：埼玉県大宮工業学校に改称。
- 1948年（昭和23年）4月1日：埼玉県大宮工業高等学校と改称。
- 1949年（昭和24年）4月1日：第1本科を全日制に、第2本科を定時制に改める。電気科を設置。
- 1950年（昭和25年）7月20日：大宮市大字櫛引字三島678番地の新校舎へ移転（昭和25年7月12日落成）。
- 1952年（昭和27年）4月1日：建築科を設置。
- 1958年（昭和33年）7月10日：所在地番の呼称を大宮市櫛引町2丁目499番地と変更する。
- 1959年（昭和34年）11月15日：第7回全日本吹奏楽コンクール人幡大会に優勝する。
- 1961年（昭和36年）11月12日：第9回全日本吹奏楽コンクール東京大会に優勝する。
- 1963年（昭和38年）1月1日：埼玉県に移管され、埼玉県立大宮工業高等学校に改称。
- 1965年（昭和40年）11月：創立40周年記念並びに体育館落成記念の式典を挙行する。
- 1968年（昭和43年）：第40回選抜高等学校野球大会に初出場、初優勝[2]。
- 1980年（昭和55年） - 1982年（昭和57年）：大宮市本郷町の新校舎（現在地）に移転。跡地は埼玉県立大宮中央高等学校（通信制・単位制通信制・単位制定時制）、さいたま市立大宮西部図書館などに転用。
- 1982年（昭和57年）4月1日：全日制を男女共学とする（埼玉県男子校として初）。
- 1990年（平成2年）4月1日：全日制に電子機械科を設置。
- 2000年（平成12年）
  - 4月：定時制に単位制を導入し、工業技術科を設置。
  - 11月：創立75周年記念式典を挙行。
- 2015年（平成27年）11月：創立90周年記念式典を挙行。
- 2017年（平成29年）6月23日：ラジオ部が2017 1RCモデルロケット国際大会（フランス大会）で準優勝する
- 2018年（平成30年）7月20日：ラジオ部が2018 1RCモデルロケット国際大会（イギリス大会）で第3位となる
- 2020年（令和2年）1月8日：第8回ものづくり日本大賞においてラジオ部が内閣総理大臣賞を受賞する。
- 2021年（令和3年）2月9日：ラジオ部が埼玉県埋蔵文化財調査事と連携した「最先端技術で太古と現代を結ぶ」が埼玉県キャリア教育実践アワード最優秀賞を受賞する。
- 2022年（令和4年）埼玉県立浦和工業高等学校と統合して、新しい工業高等学校へ移行する事が明らかとなる。
- 2022年（令和4年）先進的な取組を行う「マイスター・ハイスクール」の指定校として選ばれる[3]。
- 2025年（令和7年）当年度をもって募集停止[4]。
- 2025年（令和7年）1月21日：埼玉県高校選手権において、柔道部男子団体が２９大会ぶりに優勝[5]。
- 2025年（令和7年）2月28日：埼玉県の公立高校として初めて文部科学大臣表彰「コミュニティスクールと地域学校協働活動の一体的推進」を受賞[6]。
- 2025年（令和7年）3月28日：浦和工業高等学校と統合した新校名が埼玉県議会二月定例会において「埼玉県学校設置条例の一部を改正する条例」として可決され「大宮科学技術（おおみやかがくぎじゅつ）高等学校」に決定される[7]。
- 2025年（令和7年）11月22日：創立100周年記念式典をレイボックホールにて挙行予定[8]。
- 2026年（令和8年）当校の所在地に、浦和工業高等学校と統合した新しい工業高等学校である「大宮科学技術高等学校」が開校する[9]。

## 学校行事
全日制には競歩大会があり、埼玉スタジアム2002で開催される。男女とも12(11.8) kmを徒歩やジョギング、またはランニングで制限時間3時間以内でゴールしなければならない。
また、球技大会は1学期と3学期にあり、1学期はサッカー・バレーボール・卓球 、3学期はサッカー・バスケットボール・卓球となっている。

## クラブ

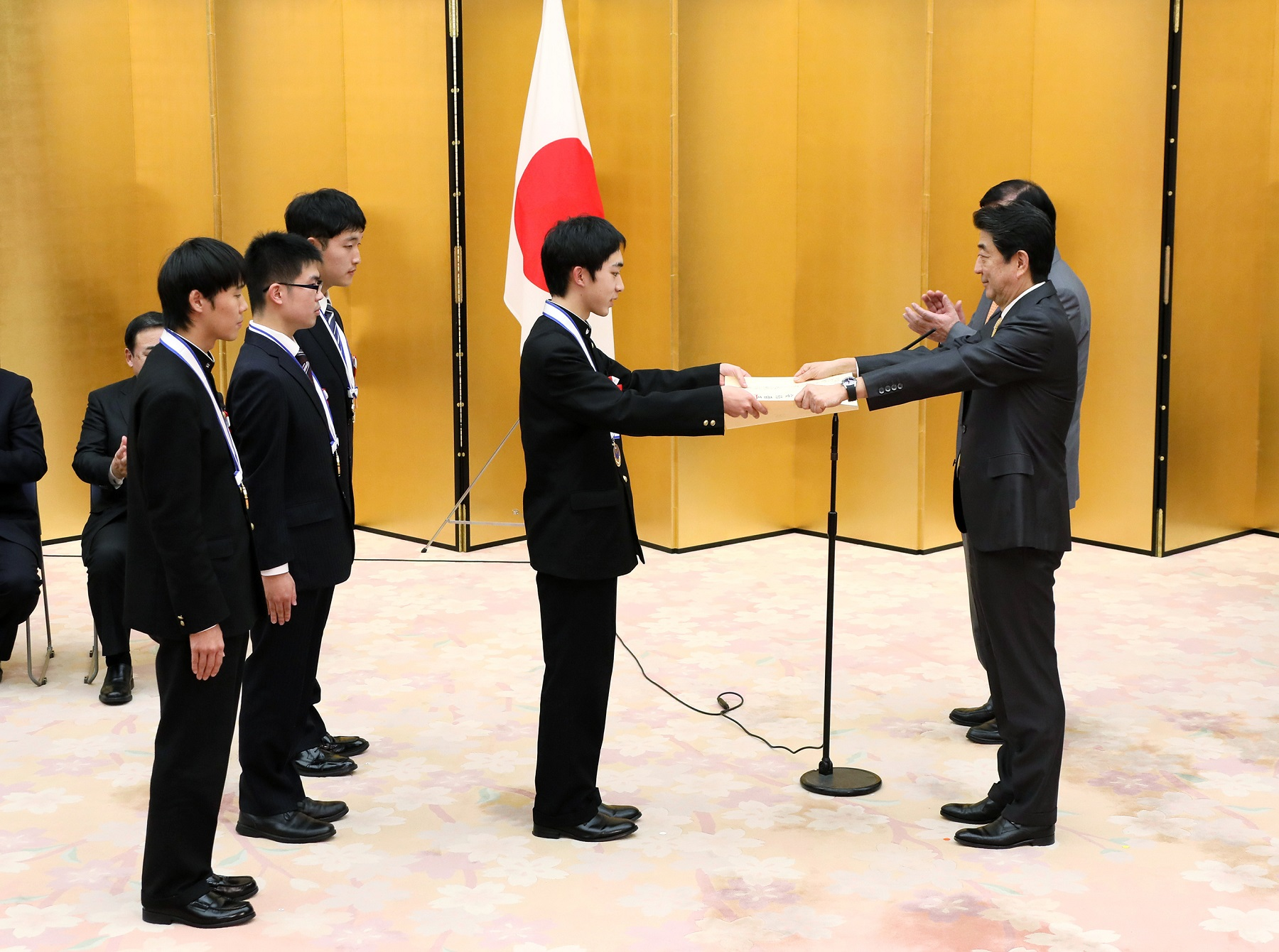
ラジオ部は2017モデルロケット国際大会（IRC）で世界2位、2018モデルロケット国際大会（IRC）で世界3位となり、第8回ものづくり日本大賞（内閣総理大臣賞）を受賞した。

### 運動部
野球部・柔道部・剣道部・自転車競技部・ソフトボール部男女・硬式テニス部・ソフトテニス部・ サッカー部・陸上競技部・バスケットボール部・バドミントン部・バレーボール部・卓球部・山学部

#### 野球部
野球部は春・夏1回ずつ甲子園出場経験があり、1968年の第40回選抜高等学校野球大会で初出場・初優勝を飾り、埼玉県初の春の選抜大会優勝校となった。
- 1968年 - 第40回記念選抜高等学校野球大会出場（初優勝）
- 1968年 - 第23回国民体育大会出場
- 1968年 - 第50回記念全国高等学校野球選手権大会出場（2回戦敗退）

### 文化部
建築研究部・写真部・美術部・内燃部・文芸部・ラジオ部・電気研究部・釣り部

### 愛好会
鉄道愛好会・アニメーション愛好会・模型愛好会・茶道愛好会・軽音楽愛好会・インターアクトクラブ

## 著名な卒業生

### プロ野球選手
- 石川尚任 - 元プロ野球選手
- 長谷川一夫 - 元プロ野球選手
- 佐藤敬次 - 元プロ野球選手
- 新井克太郎 - 元プロ野球選手
- 関口伊織 - 元プロ野球選手
- 厚澤和幸 - 元プロ野球選手

### その他
- 秋山紀夫 - 指揮者、埼玉県吹奏楽連盟会長
- 桑折吉家 - 北辰図書元会長
- 賀持道明 - 柔道家
- 斉藤武史 - 柔道家
- 石川美久 - 柔道家
- 山口絵理子 - 社会起業家。株式会社マザーハウス代表。
- 増岡弘 - 声優
- 秦明友 - 埼玉県大宮市長（5期）
- 野本重雄 - 埼玉県桶川市長（2期）
- 佐藤輝彦 - 埼玉県鴻巣市長（3期）
- 秦哲美 - 埼玉県議会議員
- 高橋昭雄 - 東洋大学野球部元監督
- 金子哲大 - 競輪選手
- 阿部大樹 - 競輪選手
- 松崎由治 - 元ミュージシャン[要出典][11]
- 田中俊夫 - 元ミュージシャン[12]
- 高久昇 - 元ミュージシャン
- 吉沢敏雄 - 元アマチュア野球選手
- 蟹沢光浩 - ソフトボール男子日本代表、城西大学男子ソフトボール部監督
- 渡邉正子 - アトランタオリンピックソフトボール女子日本代表
- 那須美根子 - プロゴルファー
- 羆嵐 - プロレスラー

## その他
- 本校柔道部の卒業生である山口絵理子がテレビ東京の「日経スペシャル カンブリア宮殿」に出演（2017年9月14日放送）。
- テレビドラマ「正義のセ」の第9話の撮影場所となった（痴漢にあった女子高校生が通う高校のシーン）。
- フジテレビの「アオハル（青春）TV」（2019年2月放送）で本校ラジオ部のロケット製作が取り上げられた[13]

- 2019年1月、柔道オーストラリアジュニアチームが来校し、本校生徒と一緒に練習を行った。この様子はテレビ埼玉の「埼玉で開催！Tokyo2020」で放送された[14]。
- 2023年7月4日、埼玉新聞の「高校入試対策特集　夏号」に本校授業風景が掲載[15]。
- 2024年2月20日、ＴＢＳ『THE_TIME,』全国！中高生ニュースにて本校の「アニメーション愛好会 ヲタ芸班」を紹介[16]。
- 2024年7月、埼玉の逆襲（J:COMチャンネル埼玉 地デジ11ch）にて「【世界2位の部活】大宮工業高校ラジオ部は“あるモノ”で世界を目指す」で本校ラジオ部が取り上げられた[17]。
- 2024年8月11日、テレビ朝日「ナニコレ珍百景」にて「アニメーション愛好会 ヲタ芸班」を紹介[18]。
- 2024年9月3日、埼玉県高校入試系YouTuberノグジュンによる、輝く！塾説グランプリ2024で大宮工業高校が２位に選出[19]。
- 2024年10月4日、文部科学省「ミラメク」にて「次世代マイスターを育成する専門高校の挑戦（埼玉県の事例）」にて紹介[20]。
- 2025年1月18日、テレビ埼玉 県政広報テレビ番組「いまドキッ!埼玉」の「全国植樹祭まであと何日？」にて建築科が紹介される[21]。
- 2025年1月25日、1月25日に開催された大宮科学技術高校の学校説明会を教育ジャーナリスト梅野弘之氏が解説[22]。
- 2025年1月26日、1月25日に開催された第一回新校説明会を埼玉県高校入試系YouTuberノグジュンが解説[23]。
- 2025年2月15日、第15回埼玉県高校生溶接技術競技会　1・2・3位を大宮工業高校が独占[24]。
- 2025年3月27日、大宮工業高校と県立浦和高校の生徒が埼玉県産木材を使って製作した木製おもちゃを市内保育施設に寄贈[25]。
- 2025年4月28日、大宮科学技術高等学校 令和７年度第１回学校説明動画を公開[26]。
- 2025年7月10日、大宮工業高校、最後の夏に挑む 甲子園の古豪として埼玉新聞に取り上げられる[27]。
- 2025年7月31日、7月31日に開催された大宮科学技術高校の学校説明会を教育ジャーナリスト梅野弘之氏が解説[28]。

## 交通
次の3つの駅が最寄り駅として案内されている。
- 埼玉新都市交通ニューシャトル「今羽駅」下車、徒歩10分
- 東日本旅客鉄道（JR東日本）宇都宮線（東北本線）「東大宮駅」西口下車、徒歩22分
- 東日本旅客鉄道（JR東日本）高崎線「宮原駅」東口下車、徒歩25分